# جزیره کانگورو
جزیره کانگورو (انگلیسی: Kangaroo Island, به زبان بومی کاورنا: Karta Pintingga کارتا پینتیڭگا) سومین جزیره بزرگ استرالیا پس از تاسمانی و جزیره ملویل است که در ایالت استرالیای جنوبی و ۱۱۲ کیلومتری جنوب‌غربی آدلاید قرار دارد. نزدیک‌ترین نقطه این جزیره به سرزمین اصلی استرالیا اسنپر پوینت نام دارد که در گذرگاه بک‌استرز قرار دارد و ۱۳٫۵ کیلومتر با شبه‌جزیره فلوریو فاصله دارد.
جزیره کانگورو ۱۵۰ کیلومتر طول و بین ۵۷ تا ۹۰ کیلومتر عرض دارد و مساحت آن حدود ۴٬۴۰۵ کیلومتر مربع است. طول خط ساحلی آن ۵۴۰ کیلومتر و بلندترین نقطه آن کوه مک‌دانل با ارتفاع ۲۹۹ متر بالاتر از سطح دریا است. این جزیره توسط تنگه اینوستیگیتور از شبه‌جزیره یورک در شمال غربی و توسط گذرگاه بک‌استرز از شبه‌جزیره فلوریو در شمال شرقی جدا می‌شود.